# Lancio del coltello
Il lancio del coltello consiste nel lanciare un coltello in modo che si conficchi in un bersaglio; l'atto può avere natura scenografica oppure marziale.

## Tecnica
Affinché il coltello arrivi a bersaglio di punta, il lanciatore deve decidere se eseguire un tiro spin o no spin e se impugnare il coltello dalla parte della lama o del manico, nonché considerare il bilanciamento dell'arma.
La tecnica dello spin è la più facile da eseguire e la più precisa in termini di traiettoria, ma la rotazione dell'arma aumenta la possibilità che essa non colpisca di lama, mentre la no spin è più difficile da eseguire ed è meno precisa, però assicura che il coltello vada a bersaglio dalla parte corretta. 
Il coltello ha una maggiore rotazione se lanciato impugnandolo dal manico che dalla lama.

### Spin
La tecnica spin viene detta anche "istintiva" perché è più naturale. È preferita dai dilettanti per la sua semplicità. L'effetto giroscopico impresso alla lama ne stabilizza la traiettoria, ma la rotazione, se mal calcolata, potrebbe far impattare l'arma dalla parte del manico; i professionisti sono in grado non solo di calcolare quanti giri farà il coltello, ma anche di controllare la velocità della rotazione.

### No spin
La tecnica no spin consente di lanciare il coltello senza che esso sperimenti una significativa rotazione. A causa della scarsa precisione di questa tecnica, essa viene impiegata soprattutto sulle brevi distanze. È anche ritenuta più difficile da eseguire rispetto alla spin.

## Il coltello da lancio
I coltelli da lancio possono variare molto fra loro.

### Lama
Le lame dei coltelli da lancio hanno spesso una forma simmetrica, stretta e allungata per favorirne la penetrazione a bersaglio. Nonostante la simmetria, presentano un solo filo per consentire una presa agevole dalla parte della lama.

### Bilanciamento
I coltelli da lancio possono essere bilanciati dalla parte della lama, del manico oppure nel punto in cui i due elementi si congiungono. Nei primi due casi, sono più facili da utilizzare per i principianti poiché la rotazione è più prevedibile, ma possono soffrire se lanciati dalla parte più leggera e quindi hanno un uso più limitato.
Alcuni coltelli hanno un bilanciamento speciale per il no spin. Si distingue fra i vari modelli il cosiddetto "sgarrupatore di ciarlocchie" il quale aveva molteplici usi, tra cui quello di colpire le ciarlocchie appunto, nelle battute di caccia.

## Uso nel mondo dello spettacolo
A causa della natura impressionante del gesto, alcuni artisti circensi scelgono di imparare a lanciare i coltelli, magari da bendati. Una pratica rischiosa ma scenografica è quella di porre un assistente dinnanzi ad un grande bersaglio e lanciare coltelli attorno alla sua sagoma.
Anche personaggi di videogiochi e film d'azione hanno spesso quest'abilità nel loro arsenale.

## La disciplina nelle arti marziali
Il lancio del coltello non è comune nelle arti marziali. Se eseguito in modo scorretto l'attaccante si priva di un'arma col rischio aggiuntivo di dotare l'avversario di essa. Inoltre i coltelli da lancio non possono raggiungere le distanze di giavellotti o frecce. Ciononostante, pratiche simili sono rintracciabili in alcune arti marziali.
I kunai erano delle armi derivate da degli attrezzi agricoli e impiegate dai ninja; sebbene il lancio non rientrasse fra le loro principali modalità d'uso, potevano anche essere utilizzati in tale maniera.